# 北海道庁赤れんが前郵便局
北海道庁赤れんが前郵便局（ほっかいどうちょうあかれんがまえゆうびんきょく）は、北海道札幌市中央区にある郵便局。民営化前の分類では無集配特定郵便局であった。

## 概要
住所：〒060-0002 北海道札幌市中央区北2条西4丁目3
日本郵政グループ札幌ビル（旧日本郵政公社北海道支社社屋、旧郵政省（郵政事業庁）北海道郵政局庁舎）1階に設置されている。
入居する建物は2007年（平成19年）10月1日の民営化後、郵便局株式会社（現・日本郵便株式会社）が「日本郵政グループ札幌ビル」として所有、当郵便局のほか日本郵便株式会社北海道支社、ゆうちょ銀行北海道エリア本部・道央地域センター・札幌支店、日本郵政株式会社北海道ファシリティセンター、ポスタルローソン道庁赤れんが前店が入居している。なお、かんぽ生命保険札幌支店は大通東2丁目の旧札幌簡易保険ビル（旧札幌簡易保険事務センター庁舎）に所在する。
局名は赤れんが造りの歴史的建造物として知られる北海道庁旧本庁舎近隣であることに因んだもので、現北海道庁舎最寄の郵便局ではない（道庁舎内には北海道庁内郵便局がある。）。

### 併設施設
- ゆうちょ銀行札幌支店 - 北海道内に所在する直営店を受け持つ統括店である。

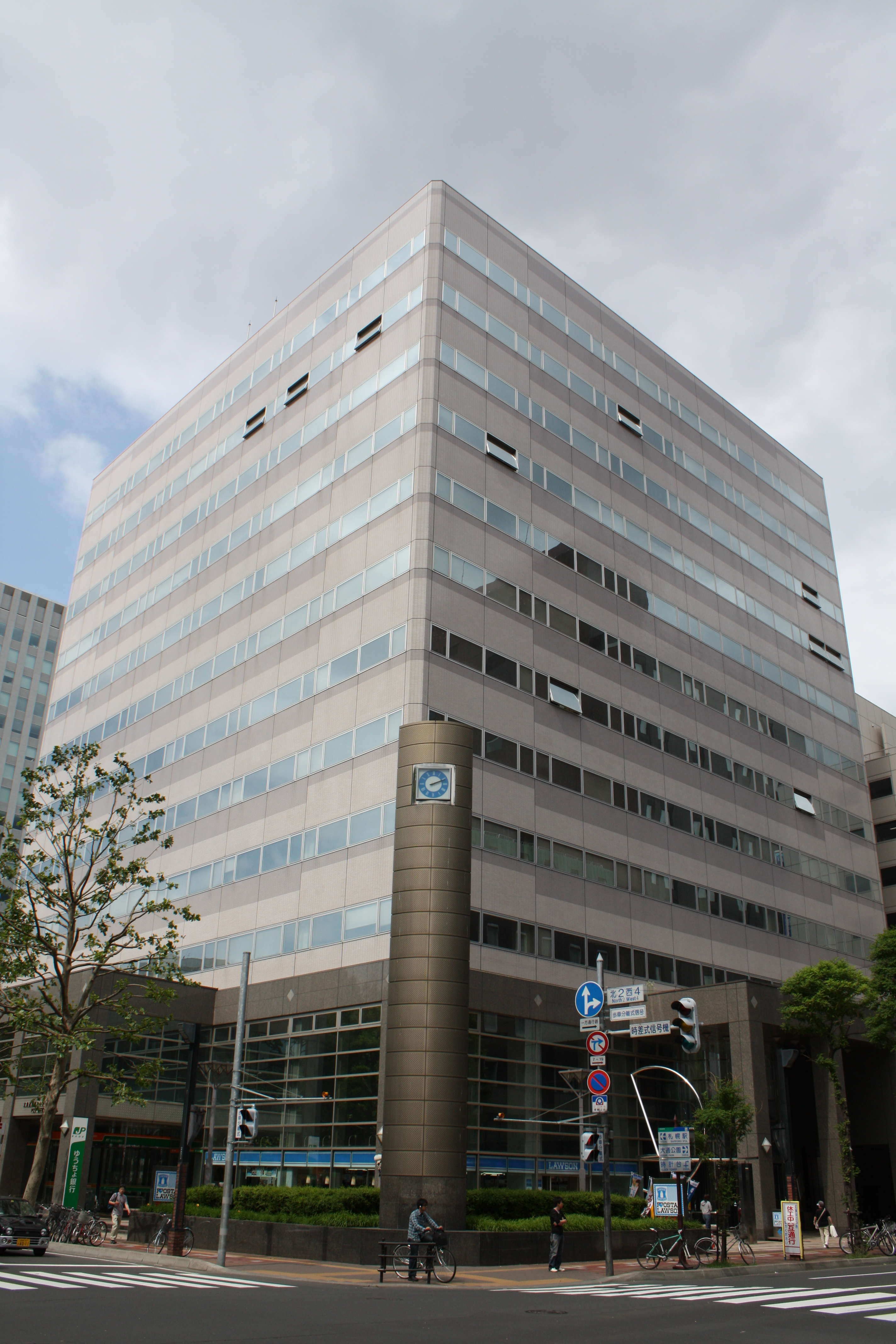
北海道庁赤れんが前郵便局が入居する日本郵政グループ札幌ビル（2008年6月）

## 沿革
分室時代の沿革については札幌中央郵便局#沿革も参照のこと
- 1939年（昭和14年）6月24日 - 札幌逓信局内に札幌郵便局逓信局内分室を設置。
- 1949年（昭和24年）10月1日 - 逓信局内分室を郵政局内分室に改称[1]。同年11月24日、郵政局の移転に伴い、同分室を移転。
- 1959年（昭和34年）6月15日 - 札幌郵便局の改称に伴い札幌中央郵便局郵政局内分室と改称。
- 1991年（平成3年）4月29日 - 札幌中央郵便局郵政局内分室を廃止。
- 1991年（平成3年）4月30日 - 無集配特定郵便局である北海道郵政局内郵便局として開局。
- 1998年（平成10年）9月1日 - 外国通貨の両替および旅行小切手の売買に関する業務取扱を開始。
- 2003年（平成15年）4月1日 - 公社化（日本郵政公社北海道支社の発足）に際し、北海道庁赤れんが前郵便局に改称。
- 2007年（平成19年）10月1日 - 民営化に伴い、併設されたゆうちょ銀行札幌支店に貯金関連業務を移管。
- 2012年（平成24年）10月1日 - 日本郵便株式会社発足。

## 取扱内容

### 北海道庁赤れんが前郵便局
- 郵便、印紙、ゆうパック、内容証明
- 生命保険、バイク自賠責保険
- 地方公共団体事務（札幌市バス利用券、敬老優待乗車証などの交付）

### ゆうちょ銀行札幌支店
- 貯金、貸付、為替、振替、振込、国際送金、外貨両替、トラベラーズチェック、国債、投資信託、確定拠出年金、変額年金保険、クレジットカード（JP BANKカード）、スルガ銀行の個人ローン
- ATM
- 日本銀行歳入代理店、国庫金振込先・送金先金融機関
- 札幌手形交換所参加金融機関

## 周辺
- 北海道庁舎
- 札幌市役所
- 北海道警察本部
- 札幌市時計台
- 大通公園
- 北海道庁旧本庁舎
- 北海道大学植物園

## アクセス
- JR・地下鉄 札幌駅から徒歩約11分
- 北海道中央バス グランドホテル・JALプラザ前停留所下車
- 札樽自動車道 札幌北ICから南へ約4km
- 駐車場あり：5台